# Scythris pinkeri
Scythris pinkeri is een vlinder uit de familie dikkopmotten (Scythrididae). De wetenschappelijke naam is voor het eerst geldig gepubliceerd in 1986 door Klimesch.
De soort komt voor in Europa.